# 五一公園站
五一公園站，原名桐柏路站，是郑州地铁1号线和5号线的换乘站，位于中华人民共和国河南省郑州市中原区建设西路与桐柏北路交叉口一带，于2013年12月28日随1号线一期通车而启用。

## 車站結構
五一公园站分为1号线车站和5号线车站两部分，1号线车站位于建设西路地下，呈东西向布置，5号线车站位于1号线车站以北的桐柏北路地下，呈南北向布置，与1号线车站呈“T”形相交。

### 车站楼层
五一公园站的1号线车站主体结构为地下二层车站，B1層為站廳层，B2層為1号线站台层。5号线车站主体结构为地下三层车站，B1層為站廳层，B3层为5号线站台层。

#### 1号线车站楼层
| 1F  | 地面     | C-E、H出入口                                                              |
| B1F | 站厅     | 客服中心、自动售票机、安全检查、闸机、车站控制室、警务室 连通 █ 5号线站厅 |
| B2F | █ 1号线  | 往河南工业大学方向（秦岭路）                                              |
| B2F | 岛式站台 | 至站厅 至 █ 5号线站台 (高峰期为单向换乘，不准进入)                        |
| B2F | █ 1号线  | 往河南大学新区方向（碧沙岗）                                              |

#### 5号线车站楼层
| 1F  | 地面     | F、G出入口                                                        | F、G出入口                                                        | F、G出入口                                                        |
| B1F | 站厅     | 客服中心、自动售票机、安全检查、闸机、车站控制室 连通 █ 1号线站厅 | 客服中心、自动售票机、安全检查、闸机、车站控制室 连通 █ 1号线站厅 | 客服中心、自动售票机、安全检查、闸机、车站控制室 连通 █ 1号线站厅 |
| B3F | █ 5号线  | 外环方向（市中心医院）                                            | 外环方向（市中心医院）                                            | 外环方向（市中心医院）                                            |
| B3F | 岛式站台 | 至 █ 1号线站台                                                    | 至站厅                                                            | 卫生间                                                            |
| B3F | █ 5号线  | 内环方向（月季公园）                                              | 内环方向（月季公园）                                              | 内环方向（月季公园）                                              |

### 站厅
五一公园站的1号线车站和5号线车站各设1座站厅，均设有客服中心、自动售票机、安全检查等设施。站厅由闸机和栏杆分隔为付费区和非付费区，5号线站厅的南端与1号线站厅连通，付费区和非付费区均互相连接。两座站厅的付费区内均设有自动扶梯、步梯和无障碍电梯，连接对应的站台。5号线站厅近H口通道处设有卫生间和母婴室。

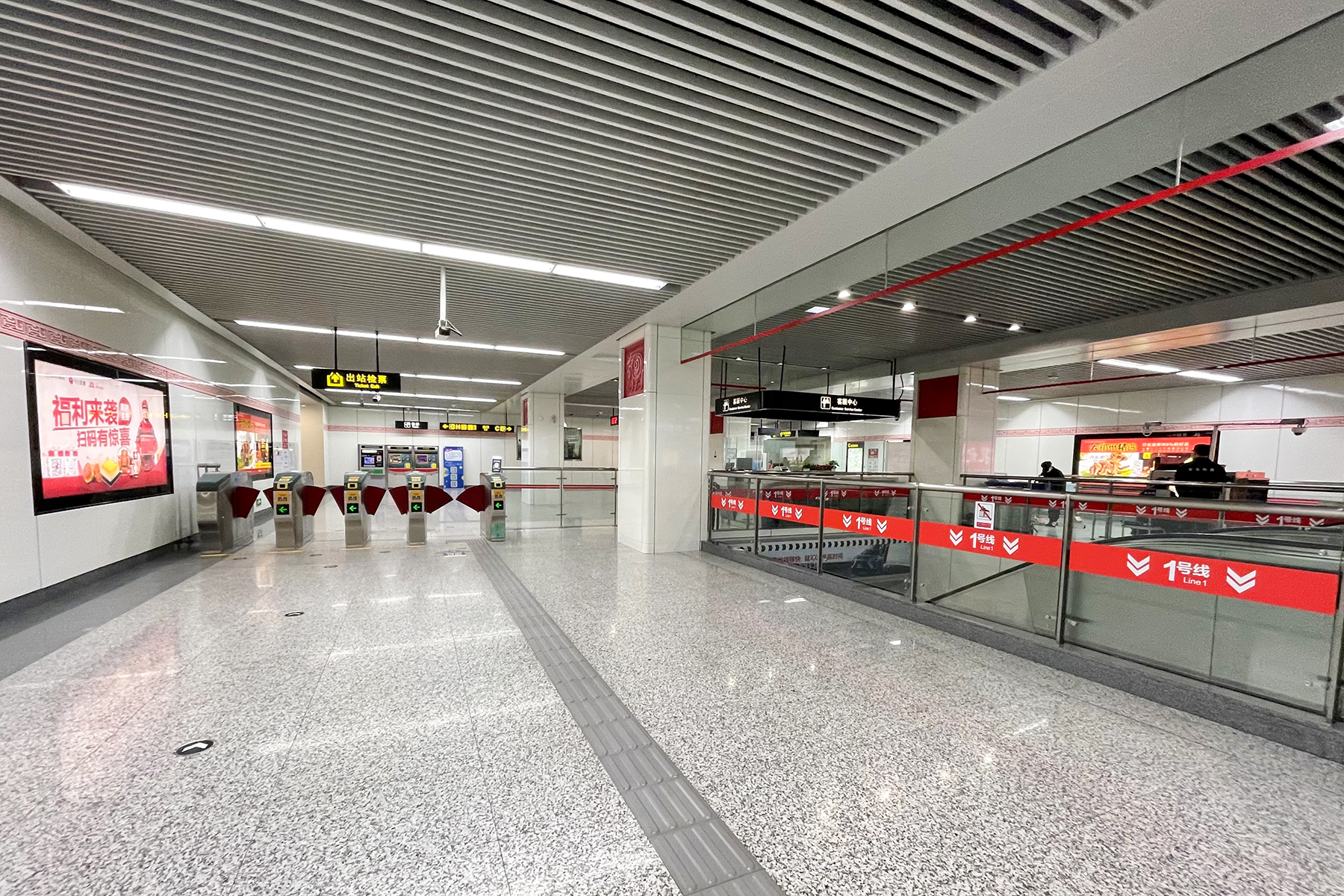
1号线站厅
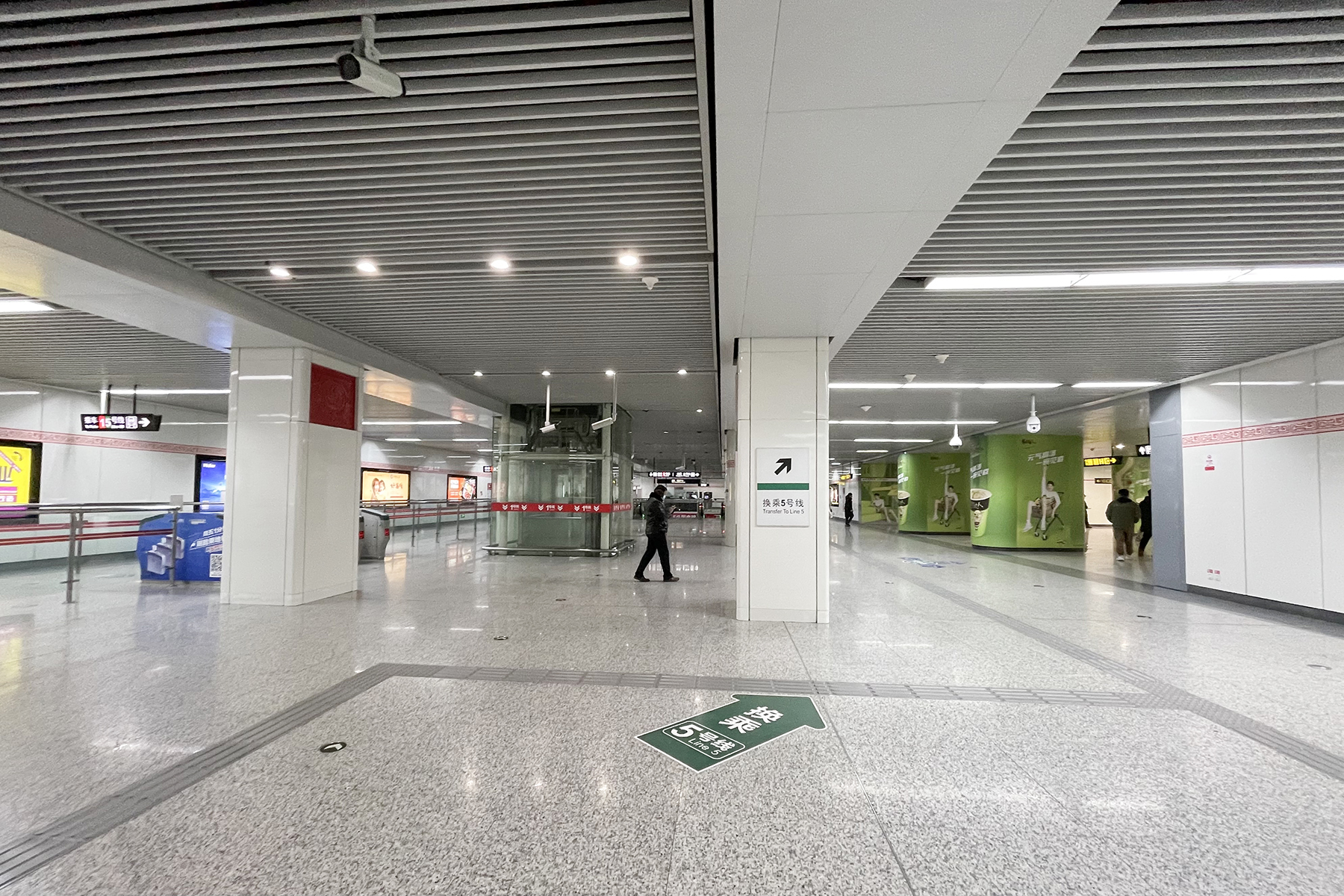
1号线站厅，右侧绿色立柱为与5号线站厅连通处

### 站台
五一公园站的1号线车站和5号线车站各设有1座岛式站台，均安装有高站台门。1号线站台位于B2层，呈东西向，北侧站台面为上行站台，供往河南工业大学的列车使用，南侧站台面为下行站台，供往河南大学新区的列车使用。5号线站台位于B3层，呈南北向，西侧站台面供外环方向列车使用，东侧站台面供内环方向列车使用。在5号线站台北端设有卫生间。
该站的两座站台呈“T”形相交，在1号线车站中部设有换乘楼梯，通往5号线站台的南端，形成T形换乘节点，供乘客在两线之间换乘。但该换乘节点在早晚高峰期（7:30-9:00和17:00-19:00）仅限1号线换乘5号线的乘客使用，在此时间段内，5号线换乘1号线仅能通过站厅。

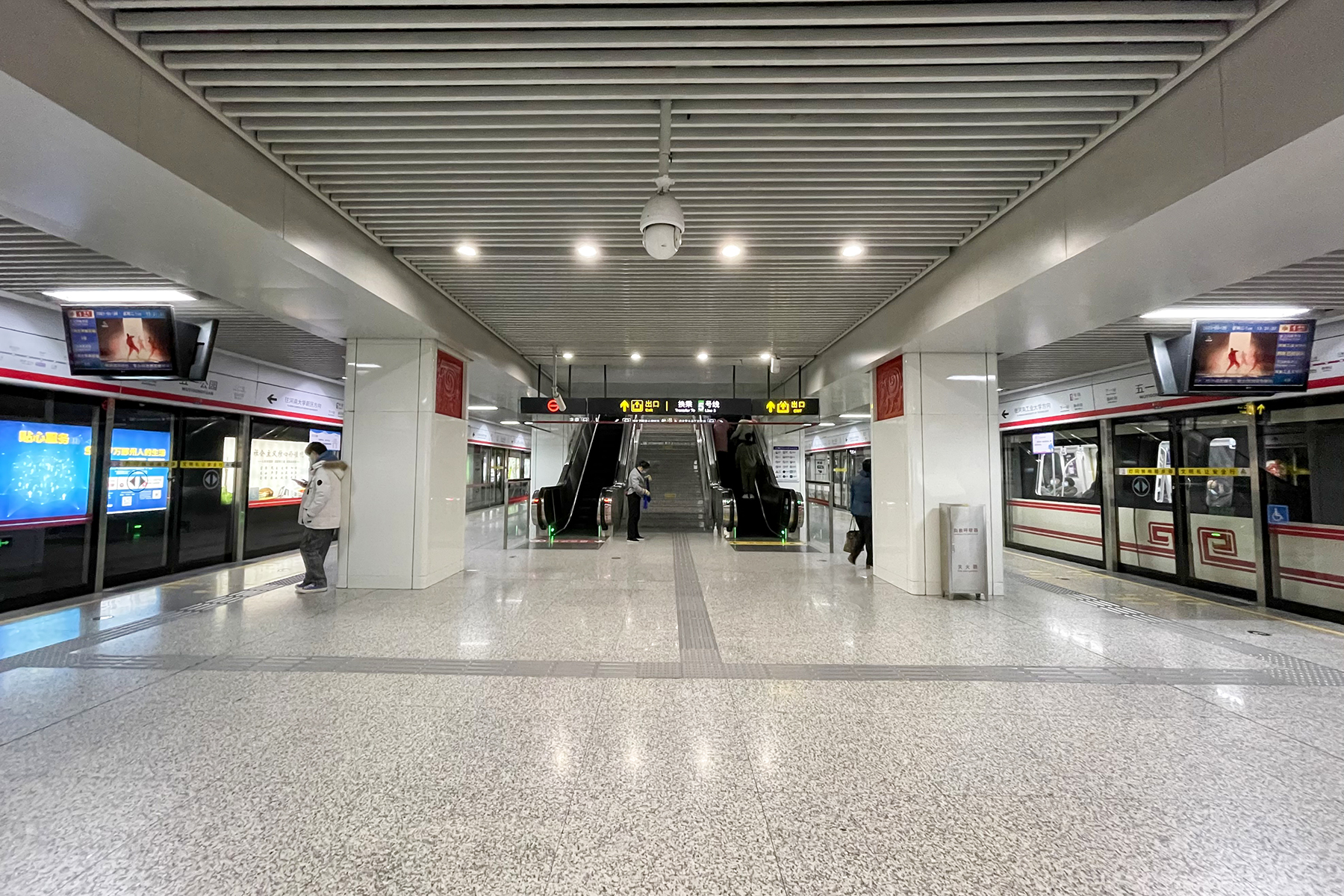
1号线站台
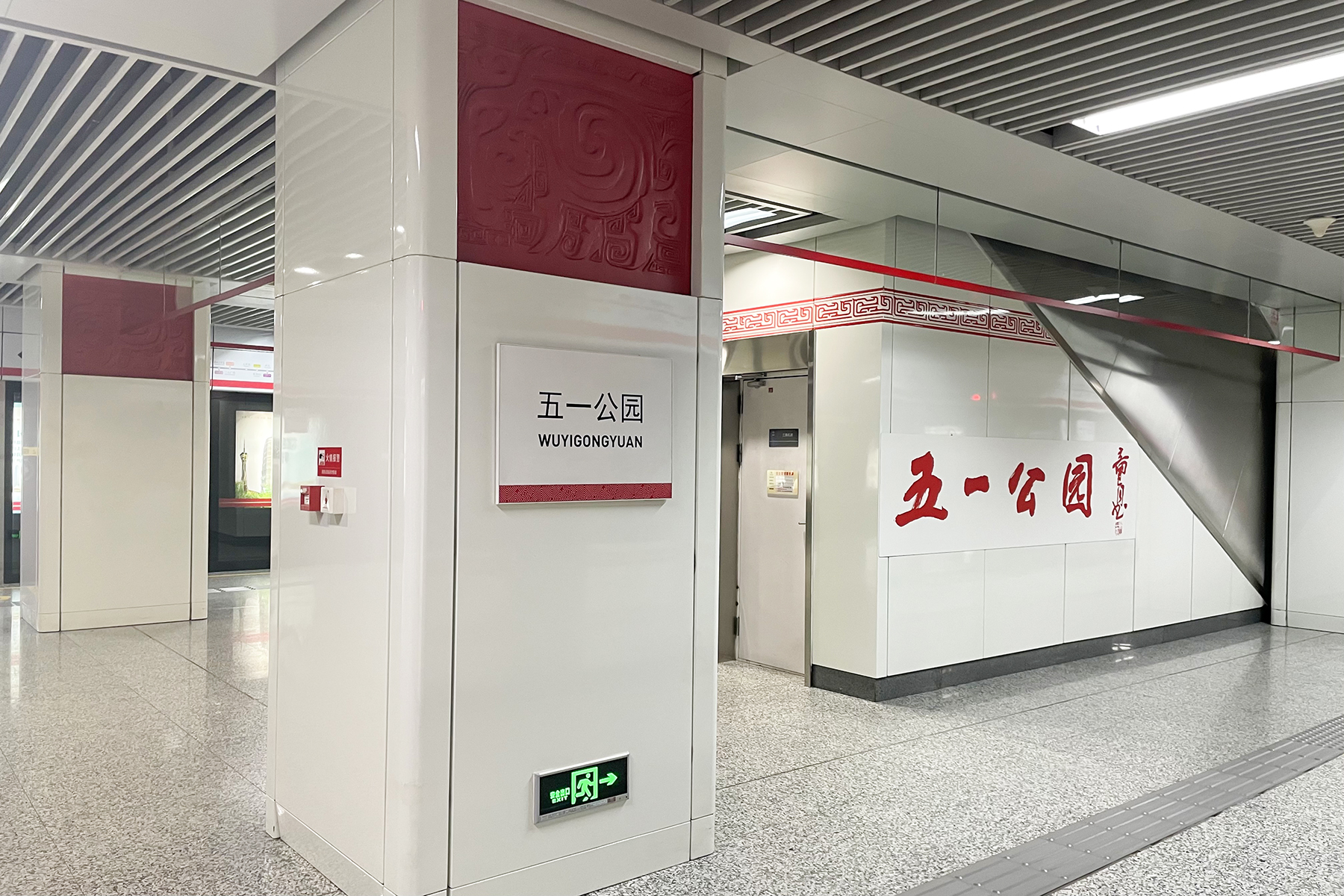
1号线站台上的大字壁，因站名更改缘故采用1号线二期车站的样式
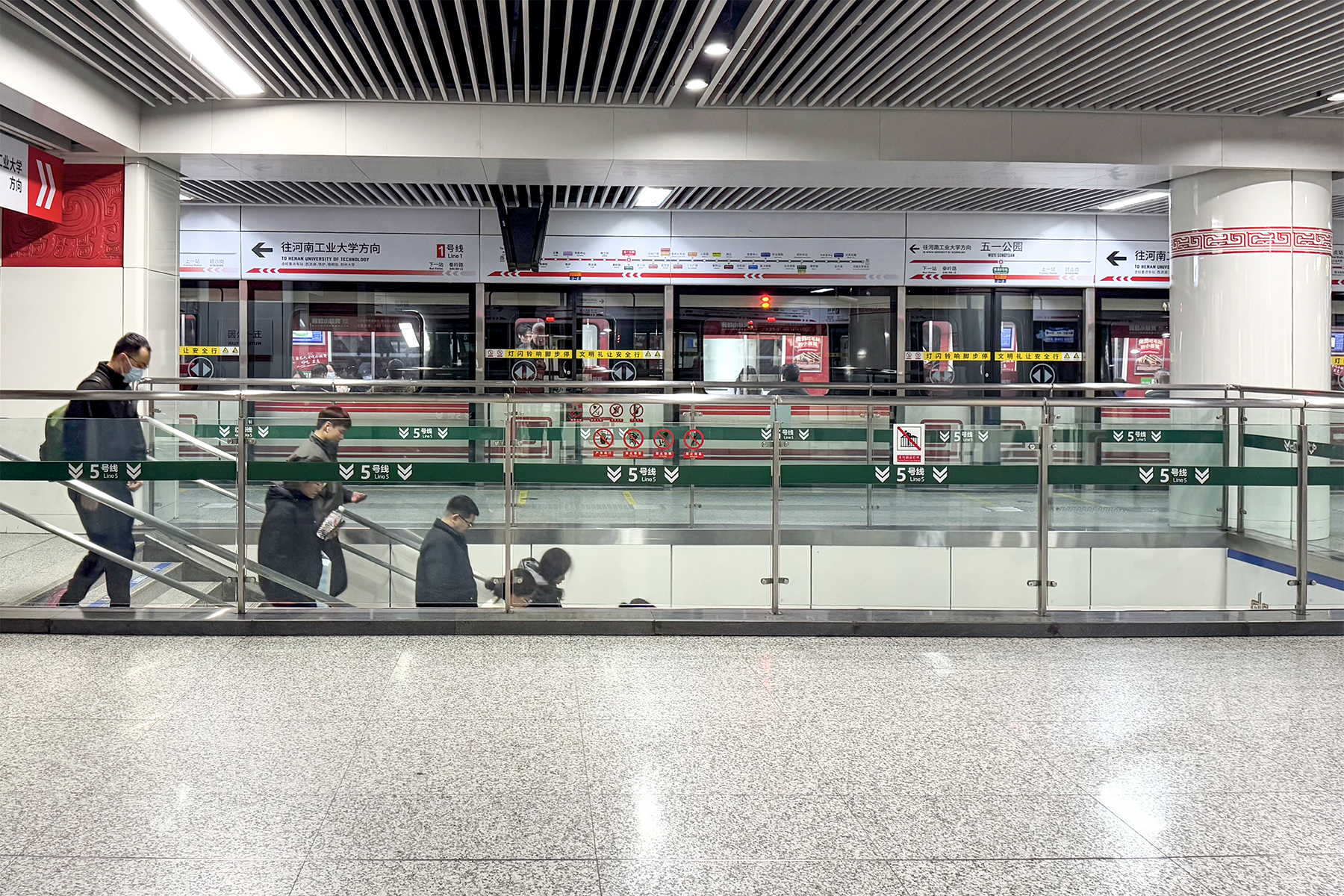
1号线站台上与5号线的换乘节点
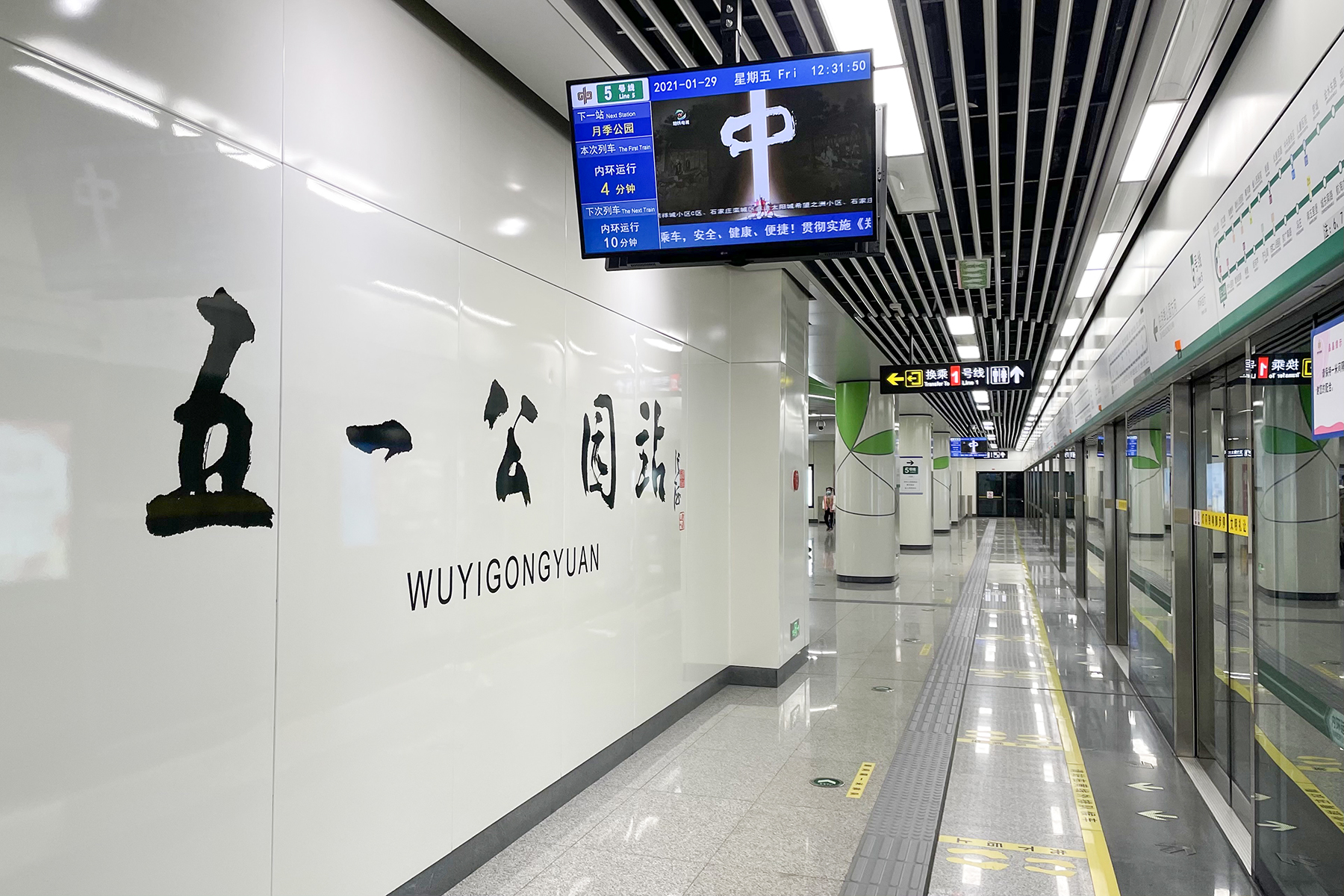
5号线站台上的大字壁
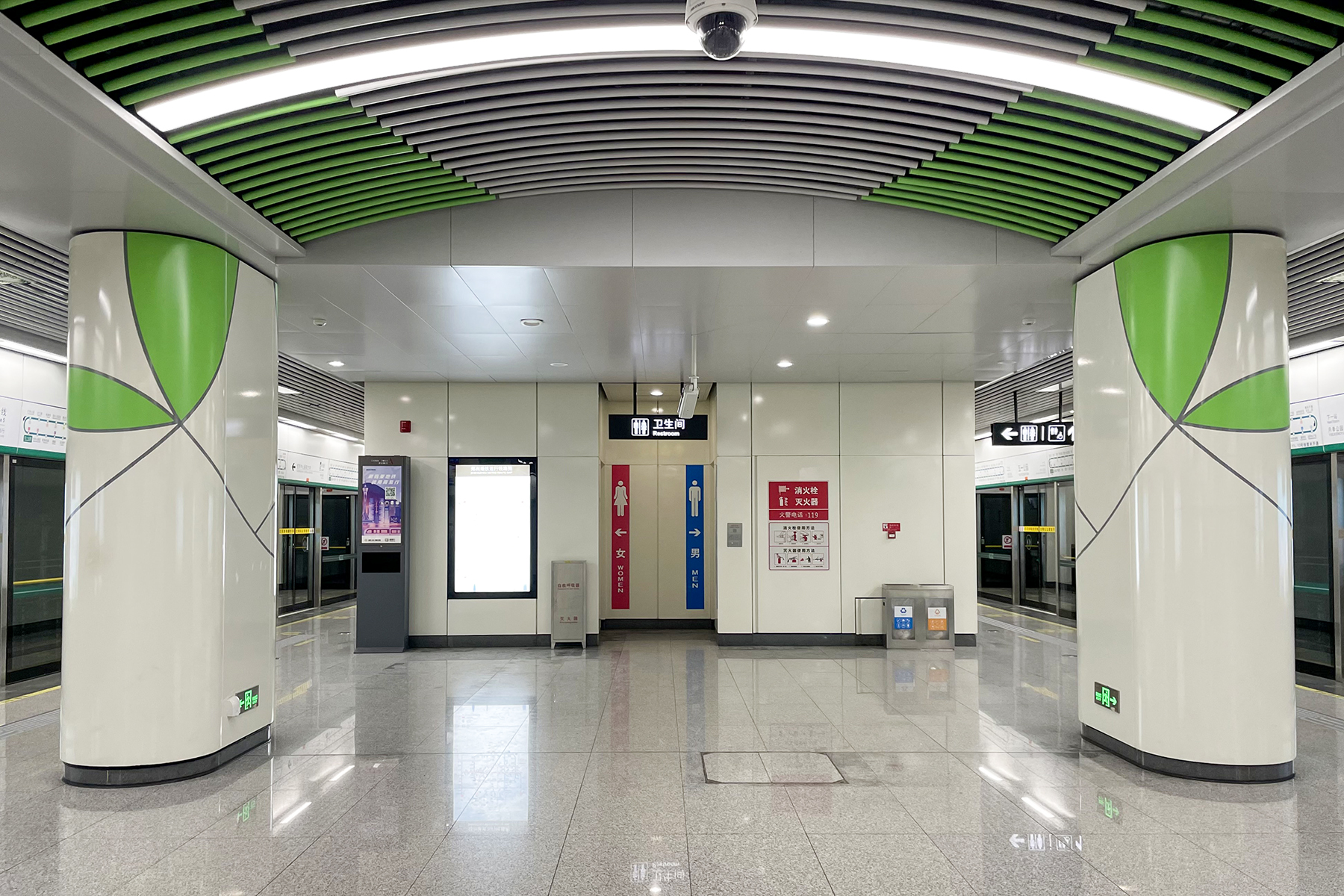
5号线站台北端的洗手间

### 出入口
五一公园目前开通有C、D、E、F、G、H共6个出入口，C、D、E、H口分别位于建设西路与桐柏北路交叉口的东南、西南、西北、东北四角，连接地面和1号线站厅非付费区，其中D口在地面又分为D1口和D2口。F、G口分别位于桐柏北路的西侧和东侧，连接地面和5号线站厅非付费区。无障碍电梯设置于D1口和H口。
该站已开通的各出入口信息如下表所示。
| 建设路文化宫路 | 建设路文化宫路   | 建设路文化宫路 | 建设路文化宫路 | 建设路文化宫路 |
| 编号           | 路线             | 路线           | 路线           | 备注           |
| -------------- | ---------------- | -------------- | -------------- | -------------- |
| 1              | 华山路公交站     | ⇆              | 火车站南港湾   | B5路支线       |
| G11            | 三十里铺西       | ⇆              | 火车站北港湾   |                |
| 31             | 碧沙岗           | ⇆              | 郭村社区       |                |
| G69            | 北三环中州大道站 | ⇆              | 建设路三官庙   |                |
| G83            | 华山路淮河路     | ⇆              | 经三路农科路   |                |
| G86            | 经南五路公交站   | ⇆              | 建设路国棉六厂 |                |
| 104            | 紫荆山金水路西   | ⇆              | 建设路国棉六厂 | 曾为无轨电车   |
| G919           | 郑州东站         | ⇆              | 西三环中原路   |                |
| Y18            | 金柏路公交站     | ⇆              | 碧沙岗         | 夜间服务       |
| Y19            | 三十里铺西       | ⇆              | 火车站北港湾   | 夜间服务       |

| 五一公园地铁C口 | 五一公园地铁C口 | 五一公园地铁C口 | 五一公园地铁C口 | 五一公园地铁C口 |
| 编号            | 路线            | 路线            | 路线            | 备注            |
| --------------- | --------------- | --------------- | --------------- | --------------- |
| 254             | 西三环淮河路    | ⇆               | 碧沙岗公园西门  |                 |
| S139            | 佛岗村公交站    | ⇆               | 五一公园地铁C口 |                 |

| 建设路桐柏路 | 建设路桐柏路   | 建设路桐柏路 | 建设路桐柏路   | 建设路桐柏路 |
| 编号         | 路线           | 路线         | 路线           | 备注         |
| ------------ | -------------- | ------------ | -------------- | ------------ |
| 1            | 华山路公交站   | ⇆            | 火车站南港湾   | B5路支线     |
| G11          | 三十里铺西     | ⇆            | 火车站北港湾   |              |
| G83          | 华山路淮河路   | ⇆            | 经三路农科路   |              |
| G86          | 经南五路公交站 | ⇆            | 建设路国棉六厂 |              |
| 104          | 紫荆山金水路西 | ⇆            | 建设路国棉六厂 | 曾为无轨电车 |
| Y19          | 三十里铺西     | ⇆            | 火车站北港湾   | 夜间服务     |

| 桐柏路建设路 | 桐柏路建设路 | 桐柏路建设路 | 桐柏路建设路 | 桐柏路建设路 |
| 编号         | 路线         | 路线         | 路线         | 备注         |
| ------------ | ------------ | ------------ | ------------ | ------------ |
| G55          | 五龙口公交站 | ⇆            | 大学路南三环 |              |
| 84           | 环翠路公交站 | ⇆            | 化工路西三环 |              |
| G919         | 郑州东站     | ⇆            | 西三环中原路 |              |
| B12          | 腊梅路公交站 | ⇆            | 火车站北港湾 |              |
| B13          | 电厂路公交站 | ⇆            | 昆仑路汝河路 |              |
| B101         | 电厂路公交站 | ⇆            | 石化路公交站 |              |
| S111         | 陇海路洛达庙 | ⇆            | 建设路桐柏路 |              |
| S153         | 王屋路公交站 | ⇆            | 伏牛路电器厂 |              |
| Y18          | 金柏路公交站 | ⇆            | 碧沙岗       | 夜间服务     |

| 建设路文化宫路 | 建设路文化宫路   | 建设路文化宫路 | 建设路文化宫路 | 建设路文化宫路 |
| 编号           | 路线             | 路线           | 路线           | 备注           |
| -------------- | ---------------- | -------------- | -------------- | -------------- |
| 1              | 华山路公交站     | ⇆              | 火车站南港湾   | B5路支线       |
| G11            | 三十里铺西       | ⇆              | 火车站北港湾   |                |
| 31             | 碧沙岗           | ⇆              | 郭村社区       |                |
| G69            | 北三环中州大道站 | ⇆              | 建设路三官庙   |                |
| G83            | 华山路淮河路     | ⇆              | 经三路农科路   |                |
| 84             | 环翠路公交站     | ⇆              | 化工路西三环   |                |
| G86            | 经南五路公交站   | ⇆              | 建设路国棉六厂 |                |
| 104            | 紫荆山金水路西   | ⇆              | 建设路国棉六厂 | 曾为无轨电车   |
| G919           | 郑州东站         | ⇆              | 西三环中原路   |                |
| Y18            | 金柏路公交站     | ⇆              | 碧沙岗         | 夜间服务       |
| Y19            | 三十里铺西       | ⇆              | 火车站北港湾   | 夜间服务       |

## 车站装饰
五一公园站设有两座不同主题的文化墙，位于5号线站厅的东西两侧墙面。因该站所处区域原为纺织工业区，周边原先有数座大型的棉纺厂，1号线建设时在站厅设有以“七彩织梦”为主题的文化墙，该文化墙以纺织为主要元素，反应郑州西区的纺织工业文化。5号线开通前，该文化墙因正好位于1号线和5号线站厅的连通处，应5号线站厅建设的需要而整体迁移至5号线站厅东侧墙面。
同时，5号线上规划的18座换乘站在装修设计上分别以河南省的18个地级市的特色为主题。该站为三门峡特色站，5号线站厅西侧墙面上还设有主题为“大河湾流”的另一面文化墙，作品以三门峡水电站为主题，以珐琅叠彩描绘出黄河湾流及水浪。

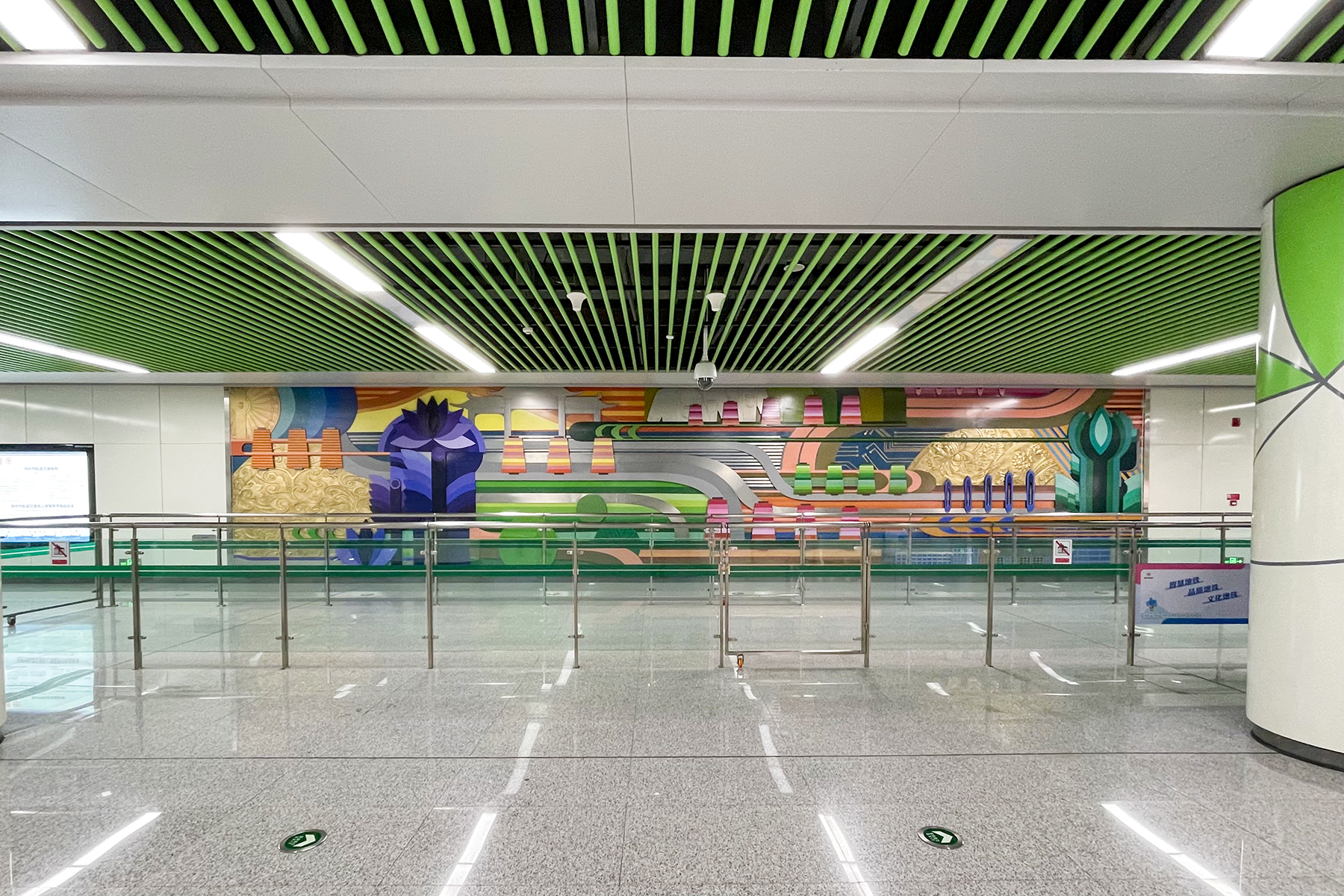
“七彩织梦”主题文化墙，原位于1号线站厅，5号线开通前迁移至5号线站厅东侧墙面
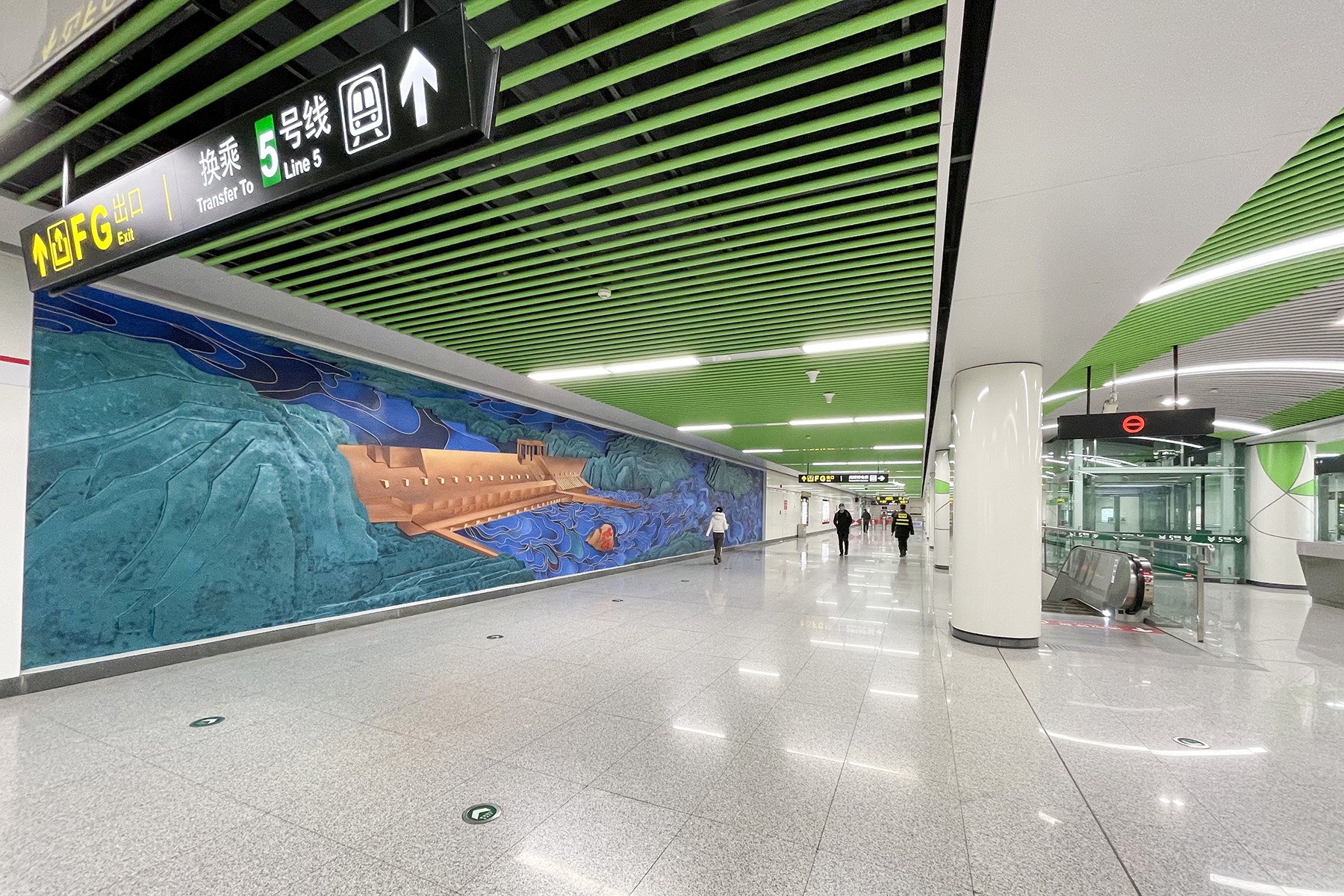
5号线站厅及“大河湾流”主题文化墙

## 历史
五一公园站原名桐柏路站，随郑州地铁1号线一期工程启用于2013年12月28日。2016年底，在1号线二期开通之前，该站改为现有名称。
2019年5月20日，郑州地铁5号线开通运营，该站成为1号线和5号线的换乘站，F、G、H出入口亦随之启用。